# Udoji United
El Udoji United fue un equipo de fútbol de Nigeria que jugó en la Liga Premier de Nigeria, la liga de fútbol más importante del país.

## Historia
Fue fundado en el año 1990 en la ciudad de Enugu, pero luego fue trasladado a la ciudad de Awka en el año 1993. Su dueño era Oscar Udoji, presidente de Superior Motors Limited e hijo del exempresario de negocios Jerome Udoji.
Logró el ascenso a la Liga Premier de Nigeria en 1991 y ganó su primer y único título de su historia en 1996. Participó en su único torneo continental en 1997, alcanzando la segunda ronda.
En el año 2000 desciende a la Liga Nacional de Nigeria, pero a causa de problemas financieros el equipo desapareció.

## Palmarés
- Liga Premier de Nigeria: 1

1996
- Liga Nacional de Nigeria: 1

1999

## Participación en competiciones de la CAF
| Temporada | Torneo                      | Ronda | Club           | Casa | Visita | Global |
| --------- | --------------------------- | ----- | -------------- | ---- | ------ | ------ |
| 1997      | Liga de Campeones de la CAF | 1     | AS Kaloum Star | 3-1  | 1-1    | 4-2    |
| 1997      | Liga de Campeones de la CAF | 2     | USM Alger      | 2-0  | 0-3    | 2-3    |

## Jugadores destacados
| - Murphy Akanji - Eloka Asokuh - Bala Garba | - Emeka Ifejiagwa - Maxwell Kalu - Henry Makinwa | - Kingsley Obiekwu - Obiora Odita |